# 모토사야마촌
모토사야마촌(元狭山村)은 사이타마현 이루마군에 설치되었던 촌이다.

## 역사
- 1889년 4월 1일, 정촌제 시행에 따라 이루마군 모토사야마촌이 성립.
- 1954년 9월, 촌의회가 도쿄도 니시타마군 미즈호정 편입을 만장일치로 가결. 그후 사이타마현은 사이타마현 이루마군 무사시정과의 합병을 요구.
- 1958년
  - 10월 14일, 모토사야마촌의 도코로자와오우메선 도로 이북(모토사야마촌의 1/3)을 무사시정에 편입.
  - 10월 15일, 모토사야마촌의 나머지 2/3을 미즈호정에 편입.